# 矢部町
矢部町（やべまち）は、かつて熊本県にあった町。上益城郡に属した。
当時の行政区域では阿蘇の外輪山から九州山地まで変化に富んだ自然を持っており、宮崎県と接していた。
2005年2月11日、隣接する上益城郡清和村、その隣町の阿蘇郡蘇陽町の2町村と合併し、山都町となった。旧矢部町役場が山都町の議会設置庁舎となっている。

## 歴史
- 1955年（昭和30年）2月1日 - 上益城郡浜町、白糸村、下矢部村ならびに御岳村が合併して矢部町が誕生する。
- 1957年（昭和32年）4月1日 - 上益城郡中島村ならびに名連川村を編入。
- 2005年（平成17年）2月11日 - 上益城郡清和村、阿蘇郡蘇陽町と合併し、山都町となり廃止。

## 教育

### 高等学校
- 熊本県立矢部高等学校

### 中学校
- 矢部町立中島中学校
- 矢部町立矢部中学校

### 小学校

#### 白糸地区
- 矢部町立白糸第一小学校
- 矢部町立白糸第三小学校

#### 下矢部地区
- 矢部町立下矢部西部小学校
- 矢部町立下矢部東部小学校

#### 中島地区
- 矢部町立中島西部小学校
- 矢部町立中島東部小学校
- 矢部町立中島南部小学校

#### 名連川地区
- 矢部町立御所小学校
- 矢部町立下名連石小学校

#### 浜町地区
- 矢部町立浜町小学校

#### 御岳地区
- 矢部町立御岳小学校
- 矢部町立御岳西部小学校

## 交通

### 鉄道
町内に鉄道路線は走っていない。最寄駅は南阿蘇鉄道高森線の高森駅や、JR鹿児島本線の松橋駅（宇城市）。

### 道路
- 国道218号
- 国道445号

道の駅
- 通潤橋

## 名所・旧跡・観光スポット・祭事・催事
- 通潤橋

### 神社・仏閣
- 男成神社
- 小一領神社
- 入佐や御所など各地に多数の神社、祠（ほこら）、石塔がある

### 祭り
山都町三大祭
- 火伏地蔵祭（毎年、8月末）
- 八朔祭（毎年、9月初旬　八朔に由来）
- 文楽祭（毎年、9月中旬）

### 墓地・遺跡
- 阿蘇家にまつわる墓地・遺構
  - 浜の館（はまのやかた 阿蘇家）の居館跡（現、矢部高校敷地内　プール側）
  - 阿蘇惟忠（あそこれただ 正三位）の墓
  - 阿蘇惟豊（あそこれとよ 従二位）の墓
  - 阿蘇惟種（あそこれたね）の墓 （通称「おたっちょさん」）

### 自然・滝編
矢部四十八滝（複数説があるが四十八滝は確実に存在。無名の滝も含め推定総数70以上の滝が町内に点在している。ほとんどは案内図もない。）
- 五老ヶ滝
- 千滝
- 聖滝（ひじりたき）
- 田吉滝
- 竜宮滝
- 龍宮滝
- 横野滝
- 鵜の子滝
- 白糸滝
- 鷹滝

その他多数

### 農産物
- 高原野菜
  - トマト
- 椎茸
  - クヌギ林

## 出身有名人
- 高橋守雄 - 元熊本市長、内務官僚
- 布田保之助 - 江戸の幕末期、細川藩、矢部手永の惣庄屋（藩役人）であった。地域で数多くの事業を行った。通潤橋建設の最高責任者でもあり、後に神格化され、布田神社が建立された。後年、布田がカリスマ化されたことにより、水源の感謝意識が薄れ、通潤橋に関わった多くの人が注目されなくなり、日の目を見なくなった。
- 荒木昭次郎 - 行政学者
- 山下孝治 - 日本画家
- 大山謙一郎 - 写真家（人物）
- 國武愛美 - サッカー選手
- 伴都美子 - 歌手、Do As Infinityボーカル
- 村上啓介 - 編曲家・ギタリスト、THE ALPHA・MULTI MAXギタリスト・ボーカル
- 山下泰裕 - 柔道家

## その他
- 水の郷百選 ：「虹の橋」立つ うるおいの郷
- 日本の音風景100選：通潤橋の放水